# Star Life
Star Life (prije Fox Life) televizijski je kanal, dio The Walt Disney Companyja, koji se emitira u Južnoj Americi, Europi i Japanu (gdje se emitira i HD verzija). Cjelokupni program uključuje brojne televizijske serije, telenovele i filmove te različite lokalne programe. 13. svibnja 2004. je pokrenut u Italiji, 19. svibnja 2005. u Portugalu te u Bugarskoj 8. rujna 2005. Za Južnu Ameriku, on je započeo u siječnju 2006., kada je pokrenut u Brazilu. U Hrvatskoj se emitira od 9. studenog 2007. godine i to regionalna verzija za zemlje bivše Jugoslavije i Albaniju.
Podnaslovljen je na hrvatski jezik i emitira se putem MAXtv-a, Iskon TV-a, Total TV-a, B.net-a i ostalih televizijskih platformi u Hrvatskoj.

## Serije
Popis nekih serija koje se emitiraju ili su se emitirale na kanalu:
- 8 jednostavnih pravila
- 'Allo 'Allo![2]
- Ally McBeal[2]
- Bostonsko pravo[2]
- Bračne vode[2]
- Bratstva i sestrinstva[2]
- Cougar Town[2]
- Da, draga[2]
- Čudne igre
- Dharma i Greg[2]
- Dirt
- Do posla i natrag[3]
- Dr. House[3]
- Dva dečka i djevojka[3]
- Džungla u gradu[3]
- Hawaiiski hotel
- Hope i Faith[3]
- Izgubljen slučaj[3]
- Joey[3]
- Kako sam upoznao vašu majku[3]
- Kao slučajno[4]
- Karolina u gradu
- Kath i Kim[4]
- Kevin Hill
- Kućanice[4]
- Kupid[4]
- Laka zarada[4]
- Las Vegas
- Liječnik na narudžbu[4]
- Ljubavne poruke[4]
- Ljutit čovjek
- Ludnica u Clevelandu[4]
- Mentalno[5]
- Momci s Madisona[5]
- Najgori tjedan mog života[5]
- Ni na karti[5]
- Okus krvi[5]
- Parovi[5]
- Pepper Dennis[5]
- Povjerljiva kuhinja
- Privatna praksa[5]
- Prljavi seksi novac[6]
- Rastavljeni Gary[6]
- Reba[6]
- Rokerica Rita[6]
- Ružna Betty[6]
- Šaptačica duhovima[6]
- Seks i grad[6]
- Sestra Jackie[6]
- Škola za parove[7]
- Skoro savršen
- Slatke male lažljivice
- Slobodni Strijelci[7]
- Sophie Parker[7]
- Sretni Louie[7]
- Sretni svršetci[7]
- Stažist[7]
- Što s Brianom[7]
- Sunčana Philadelphia[7]
- Superzvijezde plesa[8]
- Sve ispočetka[8]
- Sve je relativno[8]
- Sve što niste znali o ljubavi[8]
- Svi gradonače[8]
- Svi vole Raymonda[8]
- Svijet prema Jimu[8]
- Svita[8]
- Tko je Samantha?[9]
- Tko živ, tko mrtav[9]
- Tražim curu[9]
- Ulica sjećanja[9]
- Uprava[9]
- Upravljanje Wildeom[9]
- Urednica tabloida[9]
- Uvod u anatomiju[9]
- Valentinovo
- Will i Grace[10]
- Ženske priče[10]
- Život Rileyja[10]
- Život s Fran[10]
- Život u autu[10]

## Vanjske poveznice
- Službeno mrežno mjesto